# Jesús María López Mauléon

Wappen von José María López Mauleón

Jesús María López Mauléon OAR (* 5. März 1955 in Mués, Navarra) ist ein spanischer Ordensgeistlicher und römisch-katholischer Prälat von Alto Xingu-Tucumã.

## Leben
Jesús María López Mauléon trat der Ordensgemeinschaft der Augustiner-Rekollekten bei und studierte von 1973 bis 1975 Philosophie am Priesterseminar San Nicolás de Tolentino in Hondarribia. Er legte am 22. August 1976 die zeitliche Profess ab. Von 1976 bis 1981 folgte das Studium der Katholischen Theologie am Priesterseminar in Marcilla. López Mauléon legte am 18. Oktober 1980 die ewige Profess ab und wurde am 4. November desselben Jahres in Marcilla durch den Erzbischof von Pamplona y Tudela, José María Cirarda Lachiondo, zum Diakon geweiht. Am 18. Juli 1981 empfing er durch den Prälaten von Marajó, Alquilio Alvarez Diez OAR, das Sakrament der Priesterweihe.
López Mauléon war zunächst Pfarrvikar der Pfarreien San Sebastián in Chiclana de la Frontera (1982–1986) und Santa Rita in Madrid (1987–1991), bevor er Pfarrer in Sástago wurde. Daneben erwarb er 1987 an der Päpstlichen Universität Comillas in Madrid einen Abschluss im Fach Pastoraltheologie. Von 1994 bis 1997 war López Mauléon Pfarrer der Pfarrei Santa Maria del Águila in Almería. Anschließend war er als Professor am Theologischen Institut in Lodosa tätig.
Im August 1999 wurde Jesús María López Mauléon von seiner Ordensgemeinschaft nach Brasilien entsandt, wo er zunächst als Pfarrvikar der Pfarrei Nossa Senhora dos Prazeres in Guaraciaba do Norte im Bistum Tianguá wirkte. Von 2001 bis 2003 war er Pfarrvikar der Pfarrei Nossa Senhora da Consolação in Cachoeiro de Itapemirim. 2002 erwarb López Mauléon ein Lizenziat im Fach Biblische Theologie. Im Folgejahr wurde er Pfarrer der Pfarrei Nossa Senhora Aparecida in Franca und Professor am dortigen Theologischen Institut der Augustiner-Rekollekten. 2011 war er kurzzeitig als Pfarrvikar in der Territorialprälatur Lábrea und als Professor für Katholische Theologie in Rio Branco tätig, bevor er Pfarrvikar im Erzbistum Fortaleza und Koordinator des Pastoralteams in der Region Barra do Ceará wurde. Seit 2012 war López Mauléon Pfarrer der Pfarrei São Pedro und Bischofsvikar für die Region Nossa Senhora da Assunção.
Am 6. November 2019 ernannte ihn Papst Franziskus zum ersten Prälaten der mit gleichem Datum errichteten Territorialprälatur Alto Xingu-Tucumã. Der Erzbischof von Fortaleza, José Antônio Aparecido Tosi Marques, spendete ihm am 29. Dezember desselben Jahres in der Kathedrale São José in Fortaleza die Bischofsweihe; Mitkonsekratoren waren der Prälat von Lábrea, Santiago Sánchez Sebastián OAR, und der Bischof von Xingu-Altamira, João Muniz Alves OFM. Die Amtseinführung erfolgte am 9. Februar 2020.